# Челикович, Ясмин
Ясмин Челикович (босн. Jasmin Čeliković; род. 7 января 1999, Бихач, ФБиГ) — боснийский футболист, полузащитник.

## Карьера
Ясмин Челикович, родившийся в боснийском Бихаче, начинал заниматься футболом в загребских клубах «Врапче» и «Загреб». В августе 2015 года он присоединился к «Риеке».
10 декабря 2016 года 17-летний футболист дебютировал в хорватской Первой лиге, выйдя на замену в самой концовке гостевого поединка против «Сплита».
Позднее выступал за различные хорватские и боснийские клубы, в том числе за словацкий клуб «Середь». 
В июне 2023 года перешёл в грозненский «Ахмат» на правах аренды, а позже был выкуплен и сезон 2024/25 провёл в аренде в греческом клубе «Панетоликос». 21 июня 2025 года контракт с «Ахматом» был расторгнут по соглашению сторон.